# James Young (cestista)
James Calvin Young (Flint, 16 agosto 1995) è un cestista statunitense.

## Carriera
Dopo una stagione in NCAA con i Kentucky Wildcats (chiusa con oltre 14 punti e 4 rimbalzi di media) viene scelto alla diciassettesima chiamata del Draft 2014 dai Boston Celtics.
Nel dicembre 2023 approda alla Pallacanestro Varese firmando un contratto bimestrale, dopo l'avvio di stagione non convincente nel Treviso Basket.

## Statistiche

### NCAA
| Anno      | Squadra           | PG | PT | MP   | TC%  | 3P%  | TL%  | RP  | AP  | PRP | SP  | PP   |
| --------- | ----------------- | -- | -- | ---- | ---- | ---- | ---- | --- | --- | --- | --- | ---- |
| 2013-2014 | Kentucky Wildcats | 40 | 39 | 32,4 | 40,7 | 34,9 | 70,6 | 4,3 | 1,7 | 0,8 | 0,2 | 14,3 |
| Carriera  | Carriera          | 40 | 39 | 32,4 | 40,7 | 34,9 | 70,6 | 4,3 | 1,7 | 0,8 | 0,2 | 14,3 |

#### Massimi in carriera
- Massimo di punti: 26 (2 volte)[1]
- Massimo di rimbalzi: 10 (2 volte)
- Massimo di assist: 5 (2 volte)
- Massimo di palle rubate: 2 (8 volte)
- Massimo di stoppate: 1 (8 volte)
- Massimo di minuti giocati: 41 vs Louisiana State (22 febbraio 2014)

### NBA

#### Regular Season
| Anno      | Squadra            | PG | PT | MP   | TC%  | 3P%  | TL%  | RP  | AP  | PRP | SP  | PP  |
| --------- | ------------------ | -- | -- | ---- | ---- | ---- | ---- | --- | --- | --- | --- | --- |
| 2014-2015 | Boston Celtics     | 31 | 0  | 10,7 | 35,3 | 25,8 | 55,2 | 1,4 | 0,4 | 0,3 | 0,1 | 3,4 |
| 2015-2016 | Boston Celtics     | 29 | 0  | 6,9  | 30,6 | 23,1 | 25,0 | 0,9 | 0,3 | 0,2 | 0,0 | 1,0 |
| 2016-2017 | Boston Celtics     | 29 | 0  | 7,6  | 43,1 | 34,3 | 66,7 | 0,9 | 0,1 | 0,3 | 0,1 | 2,3 |
| 2017-2018 | Philadelphia 76ers | 6  | 0  | 10,2 | 35,7 | 30,0 | 66,7 | 0,3 | 0,3 | 0,0 | 0,0 | 2,8 |
| Carriera  | Carriera           | 95 | 0  | 8,5  | 36,7 | 27,7 | 56,3 | 1,0 | 0,3 | 0,3 | 0,1 | 2,3 |

#### Play-off
| Anno     | Squadra        | PG | PT | MP  | TC%  | 3P%  | TL% | RP  | AP  | PRP | SP  | PP  |
| -------- | -------------- | -- | -- | --- | ---- | ---- | --- | --- | --- | --- | --- | --- |
| 2016     | Boston Celtics | 3  | 0  | 3,3 | 33,3 | 0,0  | -   | 0,0 | 0,0 | 0,0 | 0,0 | 0,7 |
| 2017     | Boston Celtics | 10 | 0  | 3,9 | 33,3 | 35,7 | -   | 0,7 | 0,3 | 0,0 | 0,0 | 1,5 |
| Carriera | Carriera       | 13 | 0  | 3,8 | 33,3 | 33,3 | -   | 0,5 | 0,2 | 0,0 | 0,0 | 1,3 |

#### Massimi in carriera
- Massimo di punti: 13 vs Charlotte Hornets (5 gennaio 2015)[2]
- Massimo di rimbalzi: 5 (2 volte)
- Massimo di assist: 3 (2 volte)
- Massimo di palle rubate: 3 vs Charlotte Hornets (27 febbraio 2015)
- Massimo di stoppate: 1 (5 volte)
- Massimo di minuti giocati: 24 vs Milwaukee Bucks (15 aprile 2015)

### G League
| Anno      | Squadra         | PG  | PT | MP   | TC%  | 3P%  | TL%  | RP  | AP  | PRP | SP  | PP   |
| --------- | --------------- | --- | -- | ---- | ---- | ---- | ---- | --- | --- | --- | --- | ---- |
| 2014-2015 | Maine Red Claws | 17  | 17 | 32,9 | 46,3 | 44,2 | 76,6 | 4,8 | 2,0 | 1,5 | 0,5 | 21,5 |
| 2015-2016 | Maine Red Claws | 14  | 6  | 28,3 | 40,9 | 35,0 | 81,4 | 6,1 | 1,9 | 1,1 | 0,7 | 15,3 |
| 2017-2018 | Wisconsin Herd  | 20  | 20 | 33,4 | 44,1 | 36,7 | 76,5 | 5,7 | 3,0 | 1,5 | 0,4 | 22,3 |
| 2017-2018 | Del. Blue Coats | 19  | 18 | 32,8 | 40,1 | 33,1 | 86,7 | 4,6 | 2,5 | 1,5 | 0,5 | 19,1 |
| 2018-2019 | Wisconsin Herd  | 19  | 18 | 31,7 | 42,4 | 42,2 | 81,1 | 5,1 | 2,3 | 1,3 | 0,8 | 18,9 |
| 2020-2021 | Westch. Knicks  | 14  | 4  | 23,2 | 35,2 | 32,9 | 90,0 | 4,6 | 2,4 | 0,6 | 0,2 | 11,2 |
| Carriera  | Carriera        | 103 | 83 | 30,8 | 42,2 | 37,8 | 81,0 | 5,1 | 2,4 | 1,3 | 0,5 | 18,6 |

## Palmarès
- McDonald's All-American Game (2013)